# Kanton Antrain
Kanton Antrain (francouzsky Canton d'Antrain) je francouzský kanton v departementu Ille-et-Vilaine v regionu Bretaň. Tvoří ho 10 obcí.

## Obce kantonu
- Antrain
- Bazouges-la-Pérouse
- Chauvigné
- La Fontenelle
- Marcillé-Raoul
- Noyal-sous-Bazouges
- Rimou
- Saint-Ouen-la-Rouërie
- Saint-Rémy-du-Plain
- Tremblay